# Ces bas noirs me troublent
Pour plus de détails, voir Fiche technique et Distribution.
Ces bas noirs me troublent (All Neat in Black Stockings) est une comédie britannique réalisée par Christopher Morahan et sortie en 1969.
Le scénario est basé sur le roman homonyme de Jane Gaskell (en), que l'auteur a adapté pour le film en collaboration avec Hugh Whitemore. Le film s'inscrit dans la tradition de la Nouvelle Vague britannique et montre le mode de vie des ouvriers. Le film est conçu comme une capsule temporelle des années 1960, avec ses voitures, ses vêtements et ses danses (ainsi que l'eau de Cologne Old Spice et les bouteilles de Pepsi).

## Synopsis
Ginger est un laveur de vitres qui a l'œil pour les filles. Son meilleur ami et voisin, Dwyer, échange des filles avec lui. Ginger nettoie les vitres d'un hôpital et organise un rendez-vous avec l'infirmière Babette. Un patient donne à Ginger les clefs de sa maison et lui demande de s'occuper de ses animaux pendant son séjour à l'hôpital. Ginger emmène Babette au pub local, mais son intérêt se porte sur Carole et Jill. Il organise un rendez-vous avec Carole et, plus tard dans la soirée, il échange le rendez-vous de Babette avec Dwyer. Les meilleurs amis partagent tout.
Ginger s'occupe des oiseaux, des lapins, des rats blancs et des nombreux aquariums de M. McLaughlin. Cette maison est bien plus agréable que le logement délabré de Ginger. En fait, son beau-frère arriviste emménage avec la sœur enceinte de Ginger, Cecily. Issur emménage même avec sa petite amie, Jocasta. La sœur de Ginger, qui ne dit jamais un mot plus haut que l'autre, ne semble pas s'y opposer.
Ginger emmène Carole faire du patin à glace, mais l'intérêt de Carole se porte sur son amie Jill. Il commence à fréquenter Jill et lui achète même un grand pingouin en peluche. Il rencontre la mère de Jill et Dwyer voit une différence chez son amie. Ginger n'essaie même pas d'avoir des rapports sexuels avec Jill. Jill et sa mère vivent ensemble et Ginger se lie d'amitié avec la maman.
Issur décide d'organiser une grande fête non autorisée dans la résidence empruntée. Ginger, en colère, arrive et commence à mettre les gens à la porte de la maison, qui a été saccagée. Plus tard dans la nuit, Ginger trouve Jill au lit avec Dwyer. Elle a perdu sa virginité avec Dwyer, qui pensait que tout allait bien parce qu'ils couchaient toujours avec les femmes de l'autre. Le beau-frère part au Mexique avec Jocasta et Jill se retrouve enceinte de Dwyer.
L'homme qui garde la maison revient de l'hôpital et trouve ses animaux affamés et ses biens endommagés. Il engage néanmoins Cecily comme gouvernante. Malgré tout, Ginger décide d'épouser Jill et verse un acompte pour une location, mais Jill décide qu'ils vivront avec sa mère. Jill accouche et Ginger déclare qu'il ressemble à Dwyer. Ginger poursuit son travail de nettoyage de vitres et s'arrête pour déjeuner dans un café. La serveuse est jeune et jolie, Ginger flirte avec elle et le film se termine.

## Fiche technique
- Titre original : All Neat in Black Stockings[1]
- Titre français : Ces bas noirs me troublent[2]
- Réalisateur : Christopher Morahan
- Scénario : Jane Gaskell (en), Hugh Whitemore
- Photographie : Larry Pizer
- Montage : Misha Norland
- Musique : Bob Cornford (en)
- Décors : David Brockhurst
- Costumes : Caroline Mott
- Production : John Arnold, Leon Clore
- Société de production : Miron Films
- Pays de production :  Royaume-Uni
- Langue originale : anglais britannique
- Format : Couleurs par Eastmancolor - 1,85:1 - Son mono - 35 mm
- Durée : 95 minutes
- Genre : Comédie
- Dates de sortie :
  - Royaume-Uni : 10 avril 1969
  - France : novembre 1972[2]

## Distribution
- Victor Henry (en) : Ginger
- Susan George : Jill
- Jack Shepherd (en) : Dwyer
- Clare Kelly (en) : la mère de Jill
- Anna Cropper (en) : Cicely 'Sis'
- Harry Towb (en) : Issur
- Vanessa Forsyth : Carole
- Terence De Marney (en) : Old Gunge
- Jasmina Hilton (sous le nom de « Jasmina Hamzavi ») : Babette
- John Woodnutt : Vikar
- Nita Lorraine : Jocasta
- Deirdre Costello : une nouvelle fille
- Andre Dakar : l'homme au perroquet
- Rosalind Elliot : une autre fille
- Gwendolyn Watts (en) : Femme au foyer de banlieue
- Anna Welsh : l'infirmière